# Richburg (Karolina Południowa)
Richburg – miasto w Stanach Zjednoczonych, w stanie Karolina Południowa, w hrabstwie Chester.